# Wenduine

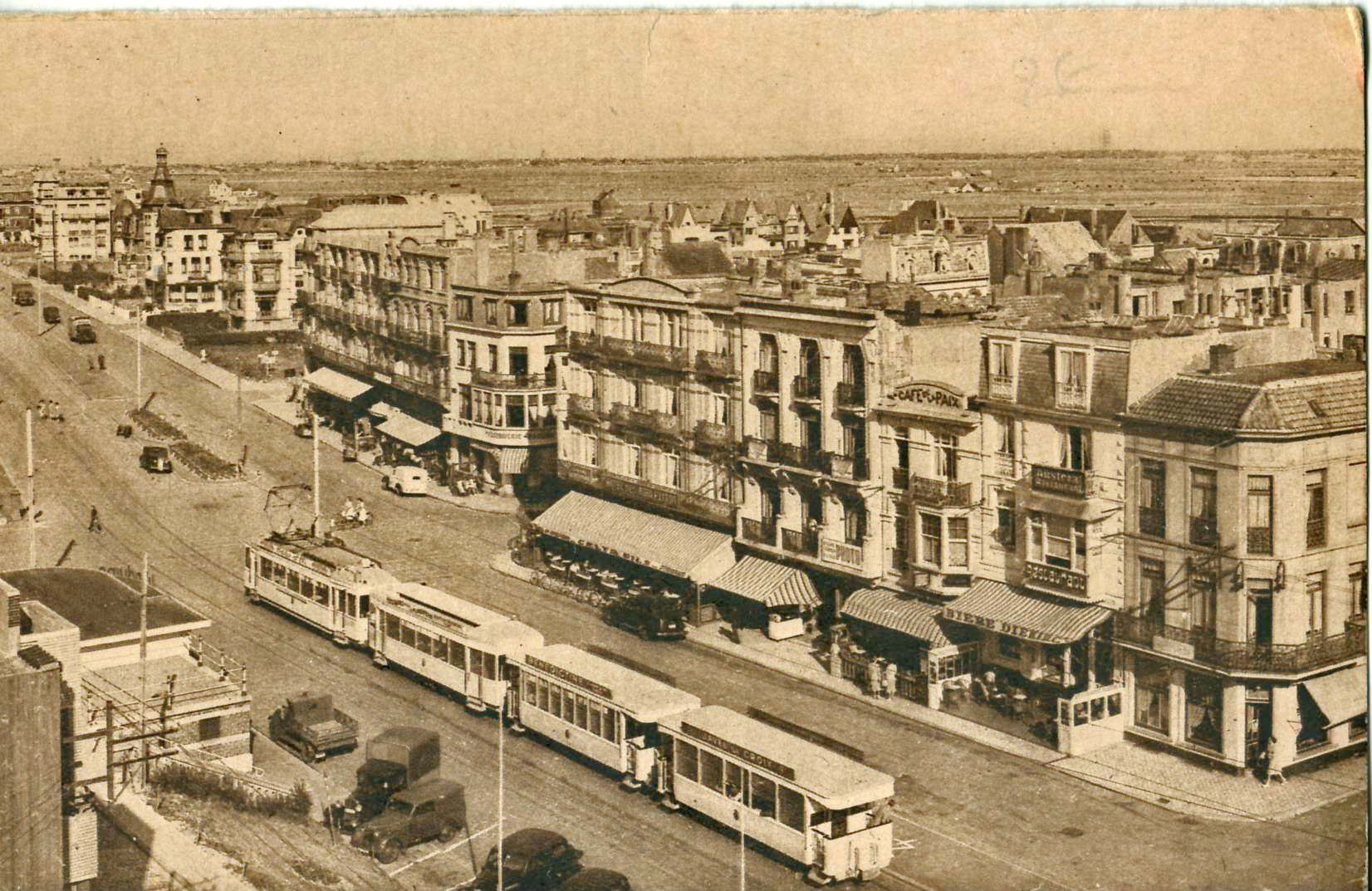
Avenue De-Smet-de-Nayer i Wenduine

Wenduine (äldre stavning på franska: Wenduyne) är en ort vid Atlantkusten i Västflandern i Belgien. Antalet invånare är 4 003.
Trakten runt Wenduine består till största delen av jordbruksmark.